# Ferdinand 1. af Bulgarien
Ferdinand 1. af Bulgarien (bulgarsk: Фердинанд I; født som Prins Ferdinand af Sachsen-Coburg og Gotha) (26. februar 1861 – 10. september 1948) var regent af Bulgarien 1887-1918, fra 1887 til 1908 som fyrste (knjaz) og fra 1908 til 1918 som konge (tsar).

## Tidlige liv
Ferdinand var medlem af fyrsteslægten Sachsen-Coburg og Gotha. Han var en dattersøn af Ludvig-Filip af Frankrig. Hans onkel med samme navn blev konge af Portugal.

## Fyrste og konge af Bulgarien
Den første fyrste af det moderne Bulgarien, Alexander 1., blev afsat ved et statskup i 1886. Ferdinand tog tronen efter flere andre kongelige havde afslået tilbuddet. Han blev tsar da Bulgarien blev uafhængig af det Osmanniske Rige i 1908. Han abdicerede i 1918 efter Bulgariens nederlag i 1. verdenskrig.

## Eksil
Efter sin abdikation vendte Ferdinand tilbage til Tyskland, hvor han slog sig ned i Coburg. Han døde i Coburg den 10. september 1948.

## Ægteskaber og børn
Ferdinand giftede sig første gang den 20. april 1893 i Villa delle Pianore nær Lucca i Italien med Prinsesse Marie Louise af Bourbon-Parma, datter af Hertug Robert 1. af Parma og Prinsesse Maria Pia af Begge Sicilier. Parret fik fire børn:
1. Boris (1894-1943), tsar af Bulgarien 1918-1943
2. Kiril af Bulgarien (1895-1945), fyrste af Preslav, regent af Bulgarien 1943-1944
3. Eudoxia (1898-1985)
4. Nadezjda (1899-1958), gift med Hertug Albrecht af Württemberg

Marie Louise døde i 1899, og Ferdinand giftede sig anden gang den 28. februar 1908 i Coburg (romersk-katolsk) og den 1. marts 1908 på Schloss Osterstein i Gera i Tyskland (lutheransk) med Prinsesse Eleonore Reuss af Köstritz. Der blev ikke født børn i dette ægteskab.